# Portico e San Benedetto
Portico e San Benedetto (phương ngữ Romagnolo: Pôrtic e San Bandet) là một đô thị ở tỉnh Forlì-Cesenatrong vùng Emilia-Romagna, có cự ly khoảng 60 km về phía đông nam của Bologna.
Đô thị này có 3 khu vực định cư chính
- Portico di Romagna, cách Forlì 36 km.
- San Benedetto in Alpe, cách Forlì 48 km.
- Bocconi, trung độ giữa hai khu định cư trên.